# الجمعية الملكية للفنون

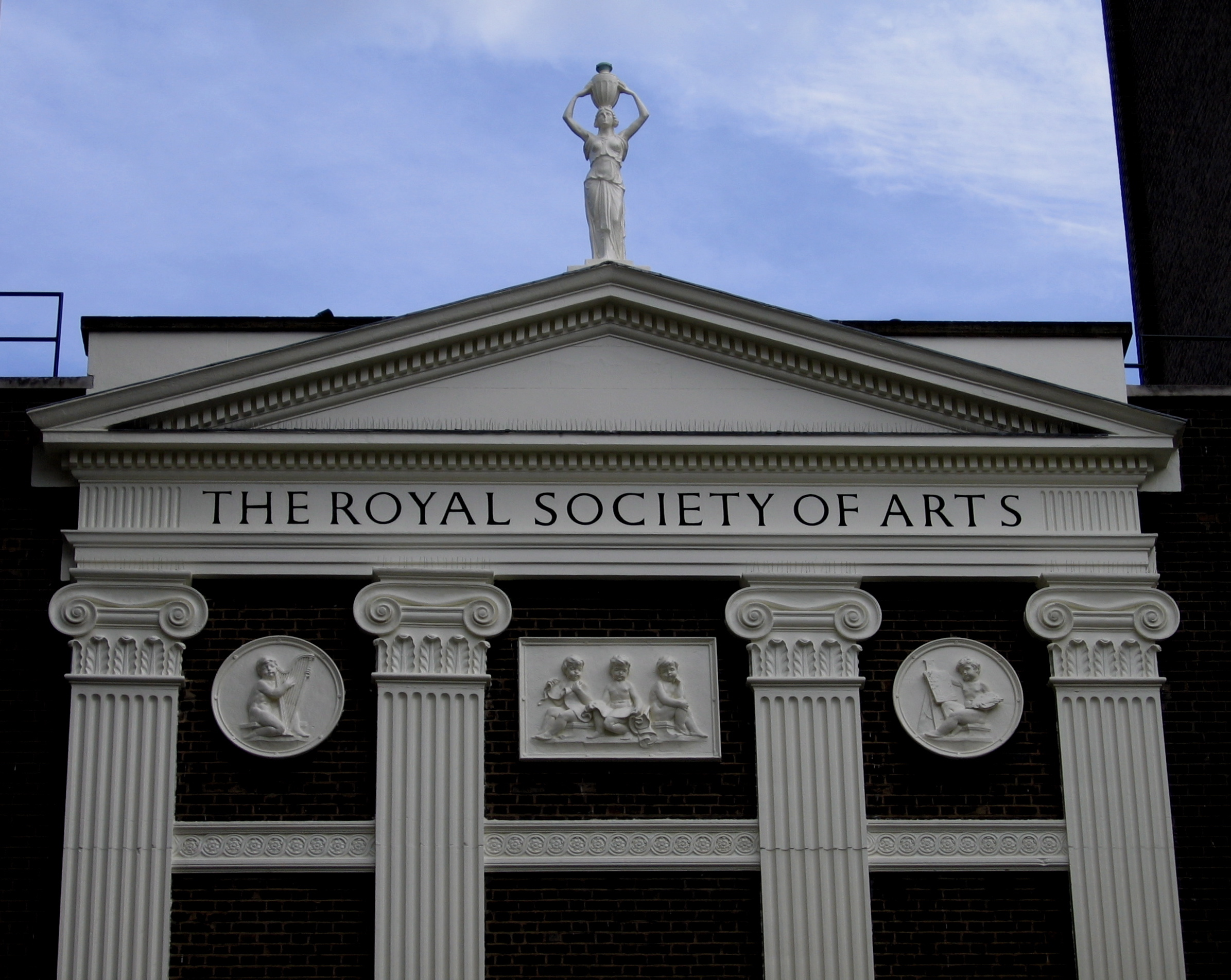
الجمعية الملكية للفنون, لندن

الجمعية الملكية لتشجيع الفنون، والمصنوعات، والتجارة (RSA) هي منظمة بريطانية ملتزمة بإيجاد حلول عملية للتحديات الاجتماعية الحالية. ومقرها في لندن، وعادة ما تعرف باسم RSA أو إيجازاً الجمعية الملكية للفنون.
تأسست الجمعية عام 1754 ، تم منحها الميثاق الملكي في عام 1847 ،  والحق في استخدام مصطلح الملكية باسمها من قبل الملك إدوارد السابع في عام 1908.
من أبرز رواد الجمعية في الماضي والحاضر تشارلز ديكنز وآدم سميث وبنيامين فرانكلين وكارل ماركس ووليم هوجرت وجون ديفينباكر وستيفن هوكينغ وتيم بيرنرز لي. ولها اليوم أكثر من 27,000 زميلاً من 70 بلدا من جميع أنحاء العالم.
وتضم قائمة الفائزين بميدالية الجمعية الملكية للفنون نيلسون مانديلا، السير فرانك ويتل، والبروفيسور ستيفن هوكينغ. تضم ميداليات الجمعية الملكية للفنون كلًا من وسام ألبرت، وميدالية بنجامين فرانكلين وميدالية الاحتفال بالمئوية الثانية. لا يزال أعضاء الجمعية الملكية للفنون من بين المساهمين المبتكريين للمعرفة الإنسانية. كما يتضح في قاموس أكسفورد الإنجليزي الذي يسجل أول استخدام لمصطلح «استدامة» على الصعيد البيئي للكلمة في مجلة الجمعية الملكية للفنون في عام 1980.